# Medan Estate
Medan Estate is een bestuurslaag in het regentschap Deli Serdang van de provincie Noord-Sumatra, Indonesië. Medan Estate telt 15.440 inwoners (volkstelling 2010).